# X-47C試驗機
X-47C試驗機是諾斯洛普·格拉曼設計的匿蹤無人機。該機繼承了X-47A與X-47B的匿蹤外型，並可攜帶4500公斤（10000磅）的有效載荷，遠超過X-47A。該機的預計建造日期為2018年，然而諾斯洛普·格拉曼仍在思考是否繼續執行此計畫，或是研發一種更先進的無人機系統。